# Ludwik Wiśniewski
Pour les articles homonymes, voir Wiśniewski.
Ludwik Wiśniewski OP, né le 25 octobre 1936 à Skierbieszów, près de Zamość est un dominicain polonais, aumônier universitaire, prêcheur et prédicateur réputé, militant de l'opposition démocratique anti-communiste.

## Biographie

### Activités pastorales sous le communisme
En 1952, il entre chez les dominicains et est ordonné prêtre le 15 juin 1961. Dans les années 1963-1966, il est aumônier catholique des milieux universitaires à Gdańsk. Il reprend ensuite des études à l'Académie de théologie catholique de Varsovie (1966-1968).
En 1968, il revient à Gdańsk et y reprend jusqu'en 1972 son activité pastorale auprès des étudiants et des enseignants de l'université. Il organise des réunions avec des intellectuels catholiques indépendants, notamment avec Bohdan Cywiński (pl), Andrzej Wielowieyski (pl), Tadeusz Mazowiecki, Józefa Hennelowa. Parmi ses étudiants, il faut nommer Aleksander Hall, Arkadiusz Rybicki (pl), Maciej Grzywaczewski (pl), Grzegorz Grzelak (pl), Antoni Pawlak (pl) et Marian Terlecki (pl).
De 1972 à 1981, il exerce les mêmes fonctions à Lublin en tant qu’aumônier universitaire. Il y invite là aussi des personnalités des cercles catholiques indépendants, dont Bohdan Cywiński (pl), Władysław Bartoszewski, Tadeusz Mazowiecki, Stanisław Stomma (pl), Stefan Kisielewski, Irena Sławińska (pl) ou Wiesław Chrzanowski (pl). Il soutient avec ses étudiants les ouvriers victimes des événements de juin 1976. Les 1er et 2 décembre 1978, il organise un séminaire « catholicisme-patriotisme-nationalisme », auquel participent quelque 300 personnes. Ses étudiants de Lublin les plus connus sont Bogdan Borusewicz, Janusz Krupski (pl), Marian Piłka (pl).
De 1981 à 1988, il est aumônier universitaire à Wrocław. Il met en œuvre l'idée d'un combat « sans violence » contre le régime communiste. Dans les années 1985-1988, il organise les Semaines sociales — série de réunions visant à construire des structures collectives indépendantes du pouvoir. En 1986, sa participation à une manifestation silencieuse dans le centre de Wrocław pour défendre le militant Władysław Frasyniuk condamné pour son militantisme rencontre un grand écho. Les participants de son aumônerie créent, un conseil indépendant des étudiants de l'université de Wrocław qui organise un camp d’intégration existant encore aujourd’hui pour les étudiants des premières années, à Biały Dunajec. Parmi ses étudiants de Wrocław, on peut noter Jarosław Obremski (pl) et Bożena Szaynok (pl).

### Engagement politique sous le communisme
En 1976, il adresse une lettre ouverte au chef du parti ouvrier unifié polonais au pouvoir Edward Gierek, publiée par Radio Free Europe, en réponse à ses affirmations selon lesquelles la République populaire polonaise était un État laïc. Il est en contact avec le comité de défense des travailleurs (KOR). En mars 1977, il est signataire d'un "Appel à la société polonaise" premier document du Mouvement pour la défense des droits de l'homme et du citoyen (pl) (ROPCiO), et prend part ensuite aux premières réunions nationales (17-18 septembre 1977, 10 juin 1978) du mouvement. Il appelle sans succès à éviter les divisions au sein du ROPCiO. Il apporte son soutien à d'anciens étudiants de Gdańsk, membres du Mouvement de la jeune Pologne (pl) et du Comité provisoire d'autodéfense paysanne de la région de Lublin, organisé par Janusz Rożek (pl).
Son activité indépendante est également remarquée par la police politique de RDA la Stasi. En février 1977, il figure sur une liste de "60 opposants polonais signalés pour leurs activités anti-socialistes en République populaire polonaise".

### Actions menées après la fin du communisme
En 1988-1990, il est en poste à Cracovie, où il renouvelle l'expérience des Semaines sociales. De 1990 à 1996 il est affecté dans la paroisse catholique de l'Église Sainte-Catherine de Saint-Pétersbourg. De retour de Russie, il vit à Ustroń - Hermanice (pl) (1996), Małe Ciche (1996-1998) et Szczecin (1998-2005). Il travaille ensuite à Lublin où il fonde l'Académie « Złota 9 », où il organise à nouveau des réunions avec des personnalités publiques. En 2010, sa lettre au nonce apostolique en Pologne, Celestino Migliore fait l'objet de nombreux commentaires, notamment sur ses critiques relatives à l'organisation de l'Église catholique en Pologne.
En 2019, son intervention très forte contre la violence du débat politique en Pologne lors des obsèques du maire de Gdańsk Paweł Adamowicz, qui était de ses amis, rencontre un large écho.

### Décorations et distinctions
En 2006, le président de la République de Pologne Lech Kaczyński, lui décerne la croix de commandant de l'ordre de Polonia Restituta. En 2011, il est nommé citoyen d'honneur de la ville de Gdańsk. En 2015, le président de la République de Pologne, Bronisław Komorowski, lui décerne la Grand-Croix de l'ordre Polonia Restituta. La même année, il devient citoyen d'honneur de Wrocław, reçoit le "Pontifici (pl)" et la Perle d'honneur de l'économie polonaise (dans la catégorie "Promotion des traditions polonaises et des valeurs patriotiques"), remis par les rédacteurs de Polish Market . En 2011, il reçoit la médaille de Saint-Georges (pl) (Medal świętego Jerzego), décernée par l'hebdomadaire Tygodnik Powszechny.